# Пол Марінер
Пол Марінер (англ. Paul Mariner, нар. 22 травня 1953, Фарнворт — 9 липня 2021) — англійський футболіст, що грав на позиції нападника. Після завершення ігрової кар'єри — тренер.
Виступав, зокрема, за «Іпсвіч Таун» та «Арсенал», а також національну збірну Англії, з якою був учасником чемпіонату світу та Європи.

## Клубна кар'єра
Народився 22 травня 1953 року в місті Фарнворт. Вихованець футбольної школи клубу «Чорлі», а 1973 року підписав контракт з клубом «Плімут Аргайл», у якому провів три з половиною сезони, взявши участь у 135 матчах чемпіонату і 1975 року вийшов з командою з Третього до Другого дивізіону.
У вересні 1976 року Марінер за 220 тис. фунтів перейшов у «Іпсвіч Таун», а трансфер особисто лобіював головний тренер клубу Боббі Робсон. У вищому дивізіону дебютував 30 жовтня 1976 року в грі проти «Манчестер Юнайтед» (1:0). Пол відіграв за команду з Іпсвіча наступні вісім сезонів своєї ігрової кар'єри. Більшість часу, проведеного у складі «Іпсвіч Тауна», був основним гравцем атакувальної ланки команди і одним з головних бомбардирів команди, маючи середню результативність на рівні 0,37 гола за гру першості. За цей час виборов титул володаря Кубка Англії у 1978 році та Кубка УЄФА у 1981 році.

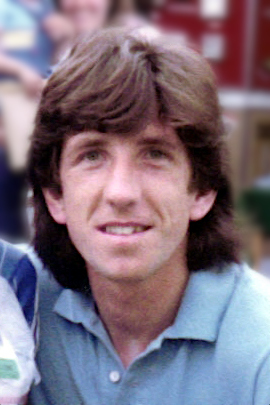
Пол Марінер під час виступів за «Іпсвіч Таун».

У лютому 1984 року Марінер за 150 000 фунтів перейщов у столичний «Арсенал». На той момент Полу було за тридцять, але він все ще спочатку добре виступав за «канонірів», забивши сім разів у останніх п'ятнадцяти іграх сезону. Але вік починав вдаватись в знаки і він забив лише дев'ять голів у 41 грі у наступному сезоні 1984/85. А у сезоні 1985/86 він втратив і місце в основі, зігравши лише дев'ять разів. Влітку 1986 року новий менеджер «Арсеналу» Джордж Грем відпустив Марінера у статусі вільного агента. Всього нападник зіграв 80 матчів за «Арсенал», забивши 17 голів.
Влітку 1986 року Марінер став гравцем «Портсмута», з яким у першому ж сезоні посів друге місце у Другому дивізіоні і вийшов до еліти. В результаті сезон 1987/88 став останнім для Марінер у вищому дивізіоні Англії, в якому він зіграв 23 матчі і забив 4 голи, а команда посіла 19 місце і вилетіла до Другого дивізіону.
У сезоні 1998 року Марінер грав за австралійський «Вуллонгонг Сіті», ставши переможцем регулярного сезону Національної футбольної ліги, а 1989 року нападник уклав угоду з «Олбані Кепіталз», де провів три сезони з невеликою перервою на виступи у мальтійському клубі «Нашшар Лайонс».
Завершив ігрову кар'єру у команді «Сан-Франциско Бей Блекгокс», за яку виступав протягом сезону 1992 року в APSL.

## Виступи за збірну
30 березня 1977 року дебютував в офіційних іграх у складі національної збірної Англії у матчі відбору до чемпіонату світу 1978 року проти Люксембургу (5:0).
У складі збірної був учасником чемпіонату Європи 1980 року в Італії. Він не грав у першій грі проти Бельгії (1:1) в Турині, але вийшов на заміну в двох інших матчах групового етапу — поразці від Італії та перемоги над Іспанієюю, але англійцям не вдалось вийти з групи.
За два роки Марінер поїхав і на чемпіонат світу 1982 року в Іспанії. Там вже в першому ж матчі з Францією (3:1) Марінер забив гол, зігравши потім і в двох наступних переможних іграх групи з Чехословаччиною (2:0) та Кувейтом (1:0). Цей результат дозволив англійцям з першого місця вийти до другого групового етапу. Там Марінер теж зіграв у всіх двох матчах, із Західною Німеччиною та Іспанією, але обидва матчі завершились внічию 0:0, чого не вистачило для виходу до півфіналу.
Загалом протягом кар'єри у національній команді, яка тривала 9 років, провів у її формі 35 матчів, забивши 13 голів.

## Кар'єра тренера
Ще під час своєї футбольної кар'єри Марінер був помічником тренера в «Олбані Кепіталз» та «Сан-Франциско Бей Блекгокс». Після завершення ігрової кар'єри працював футбольним експертом на радіо Бі-Бі-Сі в Ланкаширі, а також працював футбольним тренером у Bolton School.
Згодом Марінер повернувся до США, де тренував молодіжну команду «Дель Соль» у Феніксі, штат Аризона. Восени 2003 року він став помічником головного тренера футбольної команди Гарвардського університету.
2004 року він увійшов до штабу клубу «Нью-Інгленд Революшн» з Major League Soccer, ставши помічником тренера Стіва Нікола.
10 грудня 2009 року Марінер	став головним тренером клубу «Плімут Аргайл», в якому колись виступав як гравець. Втім під його керівництвом команда вилетіла з Чемпіоншипу і 24 червня 2010 року новим головним тренером клубу став Пітер Рід, а Марінер став його помічником, залишившись у клубі до 30 грудня 2010 року.
6 січня 2011 року Марінер був призначений директором з розвитку гравців «Торонто», приєднавшись до нового головного тренера Арона Вінтера у клубі. Після початку сезону з 9 поспіль поразками, Вінтер пішов з посади і «Торонто» призначив головним тренером Марінера 7 червня 2012 року. По завершенні сезону 2012 року, 7 січня 2013 року, Пол Марінер покинув клуб.

## Титули і досягнення
- Володар Кубка Англії (1):

«Іпсвіч Таун»: 1977/78
- Володар Кубка УЄФА (1):

«Іпсвіч Таун»: 1980/81